# Дорожнє (Покровський район)
Дорожнє— селище Шахівської сільської громаді Покровського району Донецької області, в Україні.

## Історія
27 липня 2015 року  село ввійшло до складу новоствореної Шахівської сільської громади.

## Населення

### Мова
Розподіл населення за рідною мовою за даними перепису 2001 року:
| Мова       | Кількість | Відсоток |
| ---------- | --------- | -------- |
| українська | 76        | 79.17%   |
| російська  | 18        | 18.75%   |
| білоруська | 1         | 1.04%    |
| румунська  | 1         | 1.04%    |
| Усього     | 96        | 100%     |

## Жертви сталінських репресій
- Франк Вільгельм Фрідріхович, 1904 року народження, село Вормосове Ландавського району Одеської області, німець, освіта початкова, безпартійний. Проживав у селі Мерцалове Добропольського району Сталінської області. Слюсар моторист МТС. Заарештований 4 вересня 1941 року. Засуджений Особливою нарадою при НКВС СРСР на 8 років ВТТ. Реабілітований у 1995 році.

## Підприємства
- Мерцалове
- ПрАТ «Глини Донбасу»